# La Chronique amusante
La Chronique amusante est une publication hebdomadaire française illustrée, lancée le 30 mai 1886, et disparue en 20 octobre 1912, soit après 26 années de publication. Son jour de parution était le jeudi.

## Historique du journal
La revue illustrée La Chronique amusante, publié par les éditions Badin-Montferrier (sous la direction de Gaston Montferrier) est un concurrent du Journal amusant créé en 1848 (sous le nom de Journal pour rire, mais sa parution s'arrêtera 20 ans avant son concurrent.
À partir du 5 juillet 1891, le journal présente un sous-titre : Grand journal illustré hebdomadaire, puis à compter du 29 mars 1894, il paraît en français, en anglais, en allemand et en italien ; le sous-titre devient dès lors : Grand journal illustré international, puis journal hebdomadaire illustré international.

## Principaux illustrateurs et graveurs
- Benjamin Rabier
- Baric
- Augustin Grass-Mick
- Alphonse Hectore Colomb dit Moloch[3].
- Maurice Marais